# Магнетрон

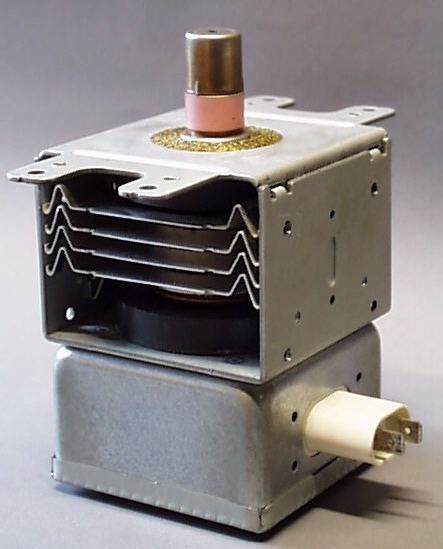
Фотография магнетрона микроволновой печи Samsung. Сверху — излучающая антенна, справа снизу — разъём для накала катода и анодного напряжения, на передней панели кожуха — рёбра охлаждения.

Магнетро́н — электронный электровакуумный прибор, величина протекающего тока в котором управляется электрическим и магнитным полем. Частным случаем реализации прибора (ставшим практически единственным)  является вариант с выполнением анодного блока в виде  резонаторных структур. Такая конструкция наделяет магнетрон способностью  к  генерации СВЧ-излучения при взаимодействии потока электронов с электрической составляющей сверхвысокочастотного поля в пространстве, где постоянное магнитное поле перпендикулярно постоянному электрическому полю.

## История
В 1912 году швейцарский физик Генрих Грайнахер изучал способы измерения массы электрона. В его установке в соленоид, создающий магнитное поле, был помещен электровакуумный диод с цилиндрическим анодом вокруг цилиндрического катода. Ему не удалось измерить массу электрона из-за проблем с получением достаточного высокого вакуума в лампе, однако в ходе работы им были разработаны математические модели движения электронов в скрещённых электрических и магнитных полях.
Альберт Халл (США) использовал его данные при попытках обойти патенты Western Electric на электровакуумный триод. Халл планировал использовать для управления потоком электронов между катодом и анодом изменяющееся магнитное поле вместо постоянного электрического. В исследовательских лабораториях General Electric (Schenectady, New York) Халл создал лампы, управляющие током посредством изменения соотношения магнитных и электрических полей. В 1921 году он предложил термин «магнетрон», опубликовал несколько статей об их устройстве и получил патенты. Магнетрон Халла не был предназначен для получения высокочастотных электромагнитных волн.
В 1924 году чехословацкий физик А. Жачек и немецкий физик Эрих Хабан (нем. Erich Habann, Йенский университет) независимо друг от друга обнаружили возможность генерации магнетроном дециметровых волн (на частотах 100 МГц — 1 ГГц).
В 1920-е годы исследованиями в области генерирования СВЧ-колебаний с применением магнитных полей занимались также А. А. Слуцкин и Д. С. Штейнберг (1926—1929, СССР), К. Окабе и Х. Яги (1928—1929, Япония), И. Ранци (1929, Италия).
Действующие магнетронные генераторы были созданы независимо и почти одновременно в трёх странах: в Чехословакии (Жачек, 1924 году), в СССР (А. А. Слуцкин и Д. С. Штейнберг, 1925 году), в Японии (Окабе и Яги, 1927 году).
Французский учёный Морис Понт с сотрудниками из парижской фирмы «КСФ» в 1935 году создали электронную лампу с вольфрамовым катодом, окружённым резонаторными анодными сегментами. Она была предшественницей магнетронов с резонаторными камерами.
В 1940 году британские физики Джон Рэндалл и Гарри Бут из Бирмингемского университета изобрели резонансный магнетрон :24-26. Новый магнетрон генерировал импульсы высокой мощности, что позволило разработать радар сантиметрового диапазона. Радиолокатор с более короткой длиной волны позволял обнаруживать более мелкие объекты. Кроме того, компактный размер магнетрона привёл к уменьшению размеров радиолокационной аппаратуры, что позволило устанавливать её на 
ночных истребителях, противолодочных самолетах и небольших эскортных кораблях. С этого момента союзники во Второй мировой войне удерживали лидерство в области радиолокации, которое их коллеги в Германии и Японии так и не смогли сократить. К концу войны практически все радары союзников были основаны на магнетроне.
В 1949 году в США инженерами Д. Уилбуром и Ф. Питерсом были разработаны методы изменения частоты магнетрона с помощью управления напряжением (прибор получил название «митрон» — mitron).
В 1945 году появилась первая опытная микроволновая печь в которой использовался магнетрон для приготовления пищи, выпускать печи начали в 1947 году сначала они использовались для ресторанов и были размером с холодильник, а в 1960-х СВЧ-печи стали выпускать меньших размеров для домашнего использования.

## Характеристики
Магнетроны могут работать на различных частотах от 0,5 до 100 ГГц, с мощностями от нескольких Вт до десятков кВт в непрерывном режиме, и от 10 Вт до 5 МВт в импульсном режиме при длительностях импульсов от долей до десятков микросекунд.
Магнетроны обладают высоким КПД, достигающим 80 %.
Существуют магнетроны как неперестраиваемые по частоте, так и перестраиваемые в узком диапазоне частот (обычно относительная перестройка менее 10 %). Для медленной перестройки частоты применяются механизмы с ручным управлением, для быстрой (до нескольких тысяч перестроек в секунду) — вращающиеся и вибрационные устройства.
Магнетроны как генераторы сверхвысоких частот широко используются в современной радиолокационной технике, хотя их начинают вытеснять активные фазированные антенные решётки, и в микроволновых печах.
По состоянию на 2017 год магнетрон — последний тип массово производимого электронного электровакуумного прибора после свёртывания массового производства кинескопов в начале 2010 годов.

## Конструкция

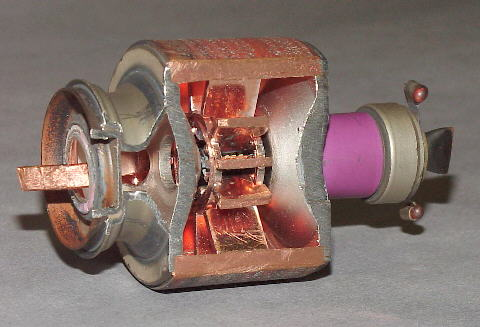
Магнетрон в продольном разрезе

Схема конструкции магнетрона

Резонансный магнетрон состоит из анодного блока, который представляет собой, как правило, металлический толстостенный цилиндр с прорезанными в стенках полостями, выполняющими роль объёмных резонаторов. Резонаторы образуют кольцевую колебательную систему. В центре анодного блока расположен цилиндрический катод. Внутри катода косвенного накала находится подогреватель. Магнитное поле, параллельное оси прибора, создаётся внешними постоянными магнитами или электромагнитом.
Для вывода СВЧ-энергии используется, как правило, проволочная петля, — петля связи, размещённая в одном из резонаторов, или отверстие между одним из резонаторов и наружной поверхностью анодного блока.
Резонаторы магнетрона образуют кольцевую колебательную систему, около щелевых прорезей резонаторов происходит взаимодействие потока электронов и электромагнитного поля. Поскольку эта система в результате кольцевой конструкции замкнута сама на себя, то её можно возбудить лишь на определённых модах колебаний, из которых основное значение имеет {\displaystyle \pi }-мода. Среди нескольких резонансных частот системы (при N резонаторах в системе возможно существование любого целого количества стоячих волн в диапазоне от 1 до N/2) чаще всего используется {\displaystyle \pi }-мода, у которой фазы в соседних резонаторах различаются на {\displaystyle \pi }. При существовании рядом с резонансной рабочей частотой (ближе 10 %) других резонансных частот возможны скачкообразные перепады частоты и нестабильная работа прибора. Для предотвращения подобных эффектов в магнетронах с одинаковыми резонаторами в них могут вводиться различные связи либо применяться магнетроны с разными размерами резонаторов (чётные резонаторы - с одним размером, нечётные — с другим).
Отдельные модели магнетронов могут иметь различную конструкцию. Так, резонаторная система выполняется в виде резонаторов нескольких типов: щель-отверстие, лопаточных, щелевых и т. д.

## Принцип работы

Схема работы магнетрона

Электронные «спицы» в магнетроне. Стрелкой показано направление вращения системы «спиц».

Электроны эмиттируются из цилиндрического катода в пространство взаимодействия, где на них воздействует постоянное электростатическое поле анод-катод, постоянное магнитное поле, вектор напряжённости которого перпендикулярен вектору напряжённости электростатического поля, и поле электромагнитной волны.
Если бы не было поля электромагнитной волны, электроны бы двигались в скрещённых электрическом и магнитном полях по эпициклоидам (кривая, которую описывает точка на окружности, катящейся по наружной поверхности окружности большего диаметра, в конкретном случае — по наружной поверхности катода). При достаточно сильном магнитном поле (параллельном оси магнетрона) электрон, движущийся по этой кривой, не может достичь анода (по причине действия на него со стороны этого магнитного поля силы Лоренца) и возвращается на катод, при этом говорят, что произошло «магнитное запирание диода». В режиме магнитного запирания некоторая часть электронов движется по эпициклоидам в пространстве анод-катод. Под действием собственного поля электронов, а также статистических эффектов (дробовой шум) в этом электронном облаке возникают неустойчивости, которые приводят к генерации электромагнитных колебаний в резонаторных полостях анода, эти колебания усиливаются в резонаторах. Электрическое поле возникшей электромагнитной волны может замедлять или ускорять электроны. Если электрон ускоряется полем волны, то радиус его циклотронного движения увеличивается, и он отклоняется в направлении катода. При этом энергия передаётся от волны к электрону. Если же электрон тормозится полем волны, то его энергия передаётся волне, при этом циклотронный радиус электрона уменьшается, центр окружности вращения смещается ближе к аноду, и он может достигнуть анода.
Поскольку электрическое поле анод-катод совершает положительную работу только если электрон достигает анода, энергия всегда передаётся в основном от электронов к электромагнитной волне. Однако, если скорость вращения электронов вокруг катода не будет совпадать с фазовой скоростью электромагнитной волны вдоль резонаторов, один и тот же электрон будет попеременно ускоряться и тормозиться волной, в результате эффективность передачи энергии электронов волне будет небольшой. Если средняя скорость вращения электрона вокруг катода совпадает с фазовой скоростью волны, электрон попадает в тормозящее поле вблизи всех щелей резонаторов, при этом передача энергии от электрона к волне наиболее эффективна. Такие электроны группируются в сгустки (так называемые «спицы»), вращающиеся вместе с полем вокруг катода, происходит автофазировка электронных сгустков. Многократное, в течение ряда периодов, взаимодействие электронов с СВЧ-полем и автофазировка в магнетроне обеспечивают высокий коэффициент полезного действия и получение большой выходной мощности.

## Применение
В радарных устройствах волновод подсоединён к антенне, которая может представлять собой как щелевой волновод, так и конический рупорный облучатель в паре с параболическим отражателем (так называемая «тарелка»). Магнетрон управляется короткими высокоинтенсивными импульсами подаваемого напряжения, в результате чего в пространство излучается короткий импульс микроволновой энергии. Небольшая порция этой энергии отражается от объекта радиолокации обратно к антенне, попадает в волновод, которым она направляется к чувствительному приёмнику. После дальнейшей обработки сигнала он, в конце концов, появляется на электронно-лучевой трубке (ЭЛТ) в виде радарной карты А1.
В микроволновых печах волновод заканчивается отверстием, закрытым пластиной, прозрачной для СВЧ-излучения (как правило, из слюды), оно выходит непосредственно в камеру для приготовления пищи.
Важно, чтобы во время работы печи в ней находились приготовляемые продукты. Тогда микроволны поглощаются в них и не отражаются от стенок камеры обратно в волновод. Возникающая при этом стоячая волна может вызвать электрический пробой воздуха и искрение. Длительное искрение может повредить магнетрон. Если в микроволновой печи готовится небольшое количество пищи, для предотвращения искрения рекомендуется поставить в камеру также стакан с водой для поглощения микроволн и снижения их до уровня, не вызывающего искрения.

## Опасности для здоровья

Предупреждающий знак «Опасно. Радиоизлучение»

Осторожно: ядовитые частицы для легких

Минимум одна опасность для здоровья хорошо известна и задокументирована. У хрусталика глаза отсутствует охлаждающий поток крови, поэтому он особенно подвержен перегреву под воздействием микроволнового излучения. Такой нагрев, в свою очередь, может привести к катаракте в более позднем возрасте.
Также существует значительная опасность поражения электрическим током, поскольку для работы магнетронов требуется источник питания высокого напряжения. Некоторые магнетроны имеют керамические изоляторы из оксида бериллия, которые опасны при потере целостности, вдыхании или проглатывании. Единичное или хроническое воздействие может привести к неизлечимому заболеванию легких — бериллиозу. Кроме того, бериллий внесен в список подтвержденных канцерогенов для человека IARC; поэтому со сломанными керамическими изоляторами или магнетронами нельзя контактировать напрямую.
Все магнетроны содержат небольшое количество тория, смешанного с вольфрамом в нити накала. Хотя это радиоактивный металл, но риск рака невелик, поскольку он никогда не попадает в воздух при нормальном использовании. Только если нить вынуть из магнетрона, измельчить и вдохнуть, она может представлять опасность для человека.